# Andrea Marcon

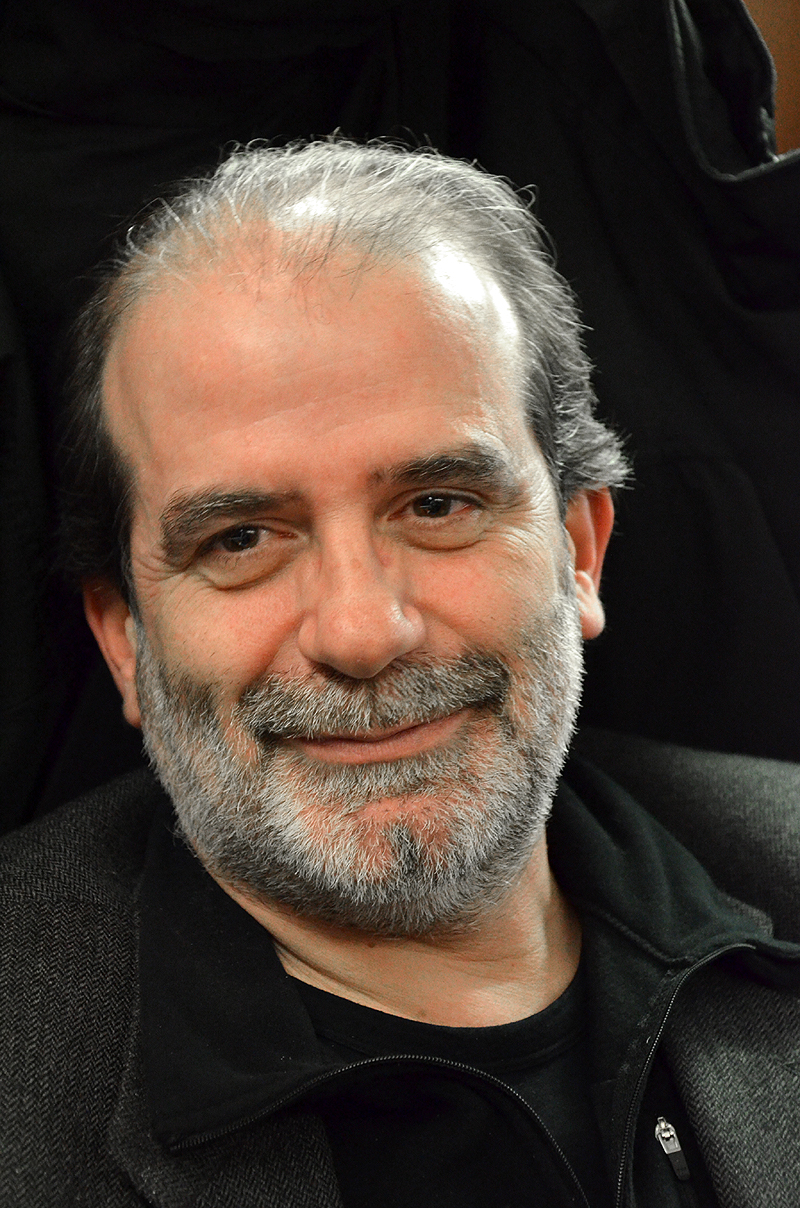
Andrea Marcon

Andrea Marcon (Treviso, 6 februari 1963) is een Italiaans organist, klavecinist en dirigent.

## Levensloop
Marcon studeerde orgel en klavecimbel bij Vanni Ussardi. In 1983 schreef hij zich in aan de Muziekacademie Bazel en volgde er de lessen van Jean-Claude Zehnder, Jesper Christensen en Jordi Savall. In 1987 behaalde hij zijn diploma's voor oude muziek, orgel en klavecimbel. Hij wilde zich specialiseren in Italiaanse barokmuziek en volgde daarom lessen bij Luigi Ferdinando Tagliavini.
Andrea Marcon werd docent orgel, klavecimbel en historische uitvoeringspraktijk aan de Schola Cantorum in Bazel. Hij werd ook gastprofessor aan het Sweelinck Conservatorium in Amsterdam.
Hij behaalde heel wat prijzen in orgelwedstrijden:
- 1985: Vijfde prijs in de internationale orgelwedstrijd in Brugge in het kader van het Festival Musica Antiqua
- 1986: Eerste prijs in het internationaal concours Paul Hofmaier van Innsbruck
- 1991: Eerste prijs in het internationaal concours van Bologna
- De Regio-Förderprijs van de Academies van Bazel, Straatsburg en Freiburg

Marcon heeft heel wat initiatieven voor het oprichten van ensembles of starten van activiteiten op zijn naam:
- 1983: het ensemble Sonatori de la Gioiosa Marca.
- 1989: het orgelfestival Città di Treviso e della Marca Trevigiana
- 1990: Europese Orgelacademie van Castel Coldrano
- 1995: Orgelacademie van de Stad Treviso.
- 1997: het Venice Baroque Orchestra, waarvan hij de dirigent is.

Naast meestercursussen, is Marcon vaak jurylid voor internationale wedstrijden, zoals:
- de Internationale Pachelbel wedstrijd in Neurenberg
- de Schnitgerorgel wedstrijd in Alkmaar
- de Callidowedstrijd van Borca di Cadore
- in 2000 en 2003 de internationale orgelwedstrijd in Brugge, in het kader van het Festival Musica Antiqua.
- in 2015 de internationale klavecimbelwedstraat, in het kader van het Festival Musica Antiqua in Brugge.

Hij is zeer actief in het geven van concerten zowel solo, als met andere solisten of met orkesten, meer bepaald zijn eigen Venetiaans orkest.

## Discografie
Marcon heeft de eerste uitgave van de Fioretti van Girolamo Frescobaldi, en van Il primo libro dei Ricercari van Claudio Merulo begeleid.
Met het Barokorkest van Venetië en met de violonist Giuliano Carmignola heeft Marcon heel wat onuitgegeven concerti van Vivaldi op plaat opgenomen.
Enkele uitgaven:
- met Giuliano Carmignola en het Barokorkest van Venetië, met Marcon als dirigent en klavecinist
  - Antonio Vivaldi: Le Quattro Stagioni (De vier jaargetijden), Concertos voor viool RV 257, RV 376, et RV 211
  - Concerto Veniziano: Antonio Vivaldi: 2 Concertos RV 583 en RV 278; Pietro Locatelli: Concerto, opus 3 nº 9; Giuseppe Tartini: Concerto D 96
  - De laatste vioolconcerto's: Antonio Vivaldi: Concertos RV 386, RV 235, RV 296, RV 258, RV 389 et RV 251
  - L'Art du violon: Pietro Locatelli: Concertos voor viool nº 1, nº 2, nº 10 en nº 11
- Johann Sebastian Bach: Sonates voor viool en klavecimbel met Giuliano Carmignola
- Bach: Organ works - Ohrdruf, Lüneburg & Arnstadt (Edition Bachakademie, Vol 87)
- Bach: Organ works - Heyday in Weimar (Edition Bachakademie, Vol 92)
- Bach: Organ works - New ideas in Weimar (Edition Bachakademie, Vol 90)

- Biblioteca Nacional de España: XX4612096
- Bibliothèque nationale de France: cb140446303 (data)
- CiNii: DA15221910
- Gemeinsame Normdatei: 123951267
- International Standard Name Identifier: 0000 0000 8015 8609
- Library of Congress Control Number: n96101439
- Nationale Bibliotheek van Letland: 000122008
- MusicBrainz: 273b9d8c-816f-4cef-9e77-887361d2051f
- Nationale Bibliotheek van Tsjechië: xx0067550
- Nationale Bibliotheek van Israël: 987007317414205171
- Nederlandse Thesaurus van Auteursnamen: 137049781
- Istituto Centrale per il Catalogo Unico: UBOV535400
- Système universitaire de documentation: 12690460X
- Virtual International Authority File: 46962486
- WorldCat: E39PBJccd8jtGYcvFGFQkp8pyd